# Speelgoed van het jaar
Speelgoed van het jaar est un prix créé en 2004 pour désigner les jeux et jouets de l'année aux Pays-Bas.
Il existe 5 catégories d'âge : 
- 0-4 ans;
- 4-6 ans;
- 6-8 ans;
- 8-12 ans;
- 12 ans et plus.

Tous les types de jeux et jouets sont représentés : poupées, jeux de construction, jeux de société, etc.
Particularité de ce prix, ce sont les internautes qui votent pour élire le jeu ou jouet qu'ils estiment le meilleur.
Tous les nommés doivent donc être disponibles à la vente, et sont sélectionnés en fonction de leur originalité.

## Jeux et jouets récompensés
Voici la liste des jeux ou jouets ayant gagné le Speelgoed van het jaar :
| Année | Catégorie | Jeu ou jouet          | Auteur(s)          | type                | Éditeur                      |
| ----- | --------- | --------------------- | ------------------ | ------------------- | ---------------------------- |
| 2004  | 12+       | Sky Watcher           |                    | maquette téléguidée | Nikko                        |
| 2005  | 12+       | Carcassonne - La Cité | Klaus-Jürgen Wrede | jeu de société      | Hans im Glück Schmidt Spiele |
| 2006  | 12+       | Technik Truck         |                    | maquette            | The Lego Group               |
| 2007  | 12+       | Livequiz              | Nolicence          | jeu de société      | TF1 Games Identity Games     |